# Charles Paulet, 5. Duke of Bolton
Charles Paulet, 5. Duke of Bolton (auch Charles Powlett, * um 1718; † 5. Juli 1765 in London) war ein britischer Peer und Politiker.

## Familie
Er war der ältere Sohn des Harry Paulet, 4. Duke of Bolton und der Catherine Parry. Als Heir apparent seines Vaters führte er ab 1754 den Höflichkeitstitel Marquess of Winchester.
Er besuchte das Winchester College, trat in die British Army ein und erwarb 1745 den Dienstrang eines Lieutenant-Colonel. Er war bis in den Rang eines Lieutenant General aufgestiegen, als er am 27. August 1753 zum Knight Companion des Order of the Bath geschlagen wurde.
Erstmals 1741 wurde er als Abgeordneter ins House of Commons gewählt. Er gehörte dem Unterhaus von 1741 bis 1754 als Burgess für Lymington und 1754 bis 1759 als Knight of the Shire für Hampshire an. Er gehörte zur Partei der Whigs.
Von 1754 von 1760 hatte er das Amt des Lieutenant of the Tower of London und von 1758 bis 1763 das des Lord-Lieutenant von Hampshire inne. Am 22. Dezember 1758 wurde er in den Kronrat (Privy Council) aufgenommen.
Beim Tod seines Vaters erbte er 1759 dessen Adelstitel als Duke of Bolton, erhielt damit einen Sitz im House of Lords und schied aus dem House of Commons aus.
Am 5. Juli 1765 beging er in seinem Haus am Grosvenor Square in London Suizid, indem er sich selbst mit einer Pistole erschoss. Er wurde am 10. Juli 1765 in Basing bestattet.
Da er unverheiratet blieb fielen seine Besitzungen und Adelstitel an seinen jüngeren Bruder Lord Harry Paulet als 6. Duke of Bolton.
Aus einer Beziehung mit Mary Browne Banks hinterließ er aber eine illegitime Tochter, Jean Mary Browne-Powlett (um 1751–1814). Diese erbte beim Tod des 6. Duke of Bolton wesentliche Teile des Familienvermögens und ihr Gatte wurde 1797 zum Baron Bolton erhoben.